# صموئيل جي. فوكوا
صموئيل جي. فوكوا (بالإنجليزية: Samuel G. Fuqua)‏ هو ضابط أمريكي، ولد في 15 أكتوبر 1899 في ميزوري في الولايات المتحدة، وتوفي في 27 يناير 1987 في ديكاتور في الولايات المتحدة.